# Gabaldón
Gabaldón – gmina w Hiszpanii, w prowincji Cuenca, w Kastylii-La Mancha, o powierzchni 84,1 km². W 2011 roku gmina liczyła 207 mieszkańców.